# Nantokita
La nantokita o nantoquita es un mineral de la clase de los minerales haluros, y dentro de esta pertenece al llamado “grupo de la clorargirita”. Fue descubierta en 1868 en una mina de la localidad de Nantoco en la provincia de Copiapó, región de Atacama (Chile), siendo nombrada así por el nombre de esta localidad.

## Características químicas
Químicamente es un haluro, concretamente un cloruro simple de cobre, anhidro. Pertenece al grupo de la clorargirita, que agrupa a todos los haluros de cobre o plata.
Incoloro y transparente cuando está inalterado, pero cuando se expone al aire húmedo es inestable y se altera rápidamente transformándose en paratacamita ((Cu2+)3(Cu,Zn)(OH)6Cl2) y otros minerales hidrocloruros de cobre de color generalmente verde.

## Formación y yacimientos
Es un mineral de aparición secundaria rara, sólo se puede presentar en ambientes muy áridos y en escorias —en forma de cristales tetraédricos—, en yacimientos de alteración hidrotermal de minerales del cobre. Rara vez se ha visto en sublimados volcánicos.
Suele encontrarse asociado a otros minerales como: cuprita, cobre nativo, atacamita, Paratacamita, claringbullita, cerusita o hematites.

## Usos
Puede extraerse mezclado con otros minerales del cobre como mena de este importante metal.